# Lesní požár

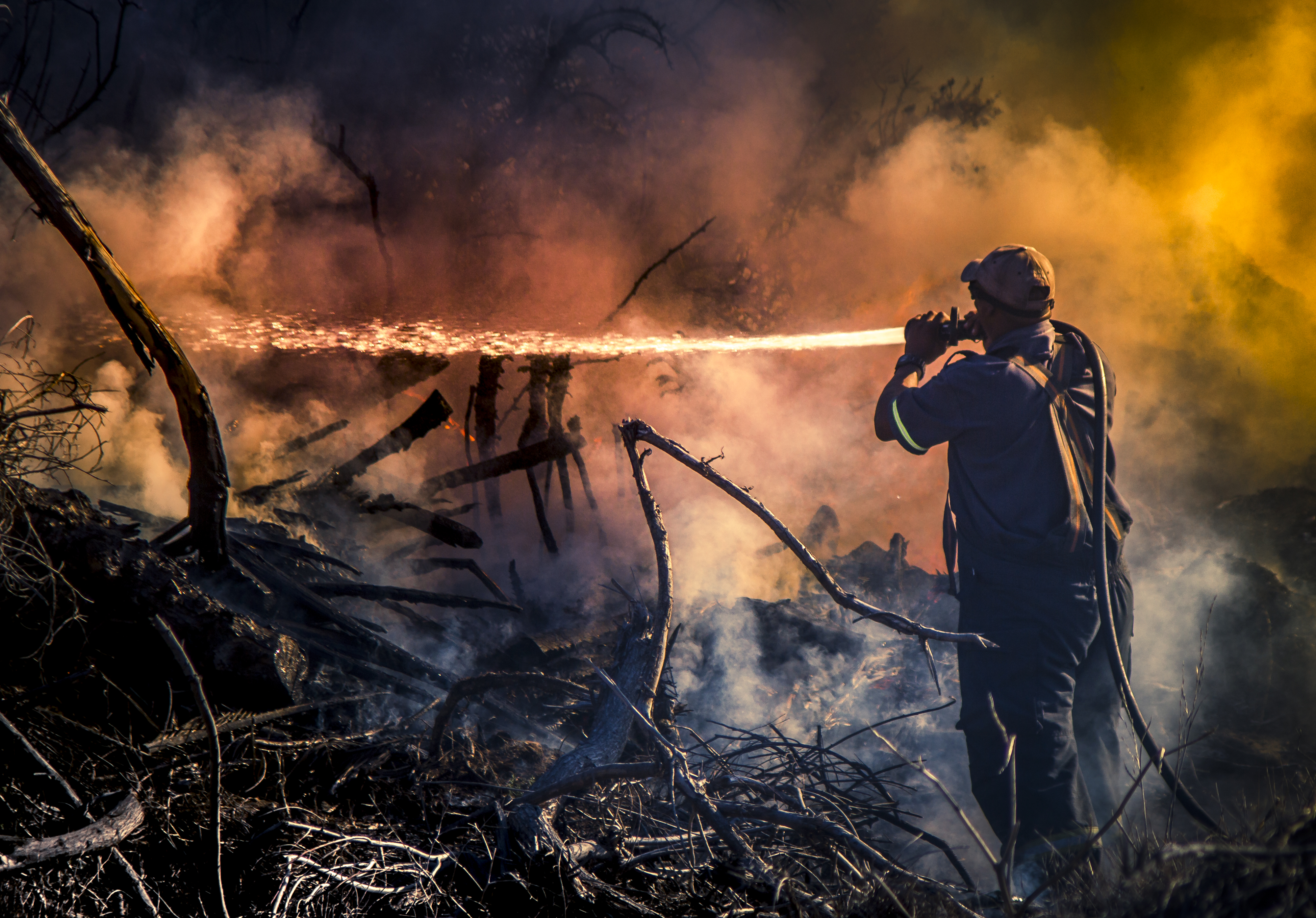
Lesní požár

Lesní požár je oheň, který vypukne a šíří se v lese a na jiných lesních pozemcích nebo vypukne na jiných pozemcích a šíří se do lesa a na jiné lesní pozemky. Je běžnou součástí suchozemských ekosystémů (může změnit biodiverzitu lesa) a je i prospěšný (vypalování porostů čistí les). Řízené požáry mohou omezovat ty neřízené, a to o desítky procent. Menší záměrné vypalování porostů snižuje (na západě USA) riziko velkých požárů po několik let. Bránění menším požárům tak vede k zhoršení větších požárů. Někteří tak tvrdí, že požáry jsou způsobovány špatnou péčí o lesy, jiné výzkumy ukazují, že větší vliv na nárůst lesních požárů na západě USA má globální oteplování. Za nárůstem škod je ale rostoucí výstavba v blízkosti přírody. Výchova lesů ale nemusí snižovat riziko požárů. S poklesem požárů se snižuje chlazení země aerosoly. Při požárech se také vytváří dřevěné uhlí, které umožňuje vázat uhlík dlouhodoběji. K požárům dochází z přírodních příčin (sucho, blesk) nebo z činnosti člověka. Požár může být též neúmyslně způsoben člověkem nebo úmyslně založen (žhářství či žďáření). Přeměna lesů v pastviny či zemědělskou půdu riziko požárů snižuje.
V minulosti byly lesy i na Antarktidě a byly tam časté požáry. Kolem roku 1900 globálně vrcholila aktivita požárů. I v Severní Americe poté bylo minimum požárů ve 20. století. V současnosti lesy pokrývají přibližně 39 miliónů km². Nejničivějšími zaznamenanými požáry jsou pravděpodobně ty ze Sibiře. U požáru z roku 1915 se odhaduje, že shořelo 140 tisíc km² (tedy jako všechny požáry v Evropě dohromady za léta 1980–2010, což netvoří ani procento světových lesů), přičemž v Kanadě došlo i k požárům, kdy za rok shořelo 72,8 tisíc km². Roku 2003 shořelo na Sibiři 190 tisíc km². Ročně shoří celosvětově rozloha vegetace přes 3 miliony km² (zhruba třetina rozlohy Evropy). Roku 2023 shořelo v celé Kanadě (do konce srpna) přibližně 151 tisíc km². Největší zaznamenaný samostatný požár v EU spálil roku 2023 v Řecku 800 km². Emise uhlíku z požárů v přírodě se ve 21. století ale globálně nezvyšují.